# Ministério da Aviação do Reich

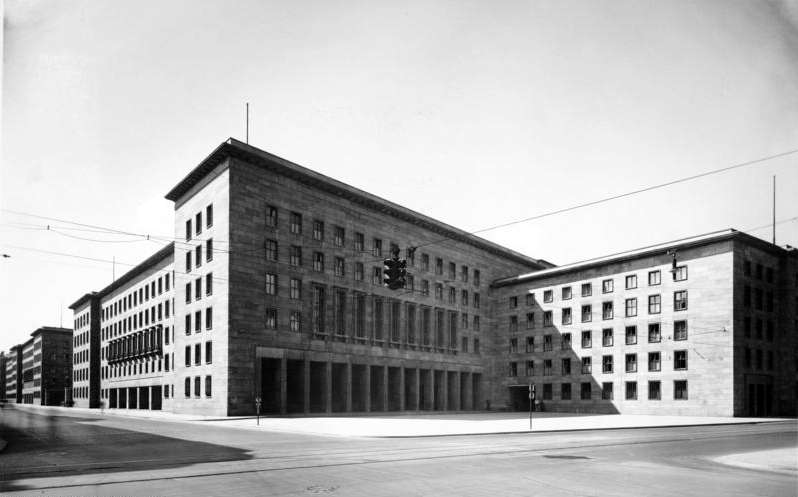
O Ministério da aviação do Reich, Dezembro de 1938.

O Ministério da Aviação do Reich, em alemão:  Reichsluftfahrtministerium, (RLM), foi um departamento do governo alemão durante o período da Alemanha Nazista (1933–45). Localizado na região central de Berlin, hoje em dia, o prédio sedia o Ministério de Finanças Alemão (Bundesministerium der Finanzen).
O ministério estava a cargo do desenvolvimento e produção de aeronaves, prioritariamente para a Força Aérea Alemã (a Luftwaffe), mas também para aplicações comerciais.

## História
Como característica dos departamentos governamentais na época da Alemanha nazista, o Ministério era dirigido de forma personalista, e procedimentos formais eram deixados de lado em favor dos desejos do Ministro, o Marechal do Reich Hermann Göring. Como resultado, os primeiros sucessos obtidos, progrediram de forma lenta e errática durante a Segunda Guerra Mundial.
Fundado em 1939, no início era pouco mais que o próprio Göring e sua equipe direta. Uma das suas primeiras ações, foi requisitar todas as patentes e companhias de Hugo Junkers, que incluía os direitos sobre o avião Junkers Ju 52.
O Ministro de Defesa, General Werner von Blomberg, decidiu que a importância da aviação era de tal ordem que não deveria mais estar subordinada ao Exército Alemão (Deutsches Heer). Em Maio de 1933 ele promoveu o Departamento de Aviação Militar (Luftschutzamt), ao Ministério, o que foi considerado por muitos como o nascimento da força aérea alemã moderna. Como Ministério, a estrutura era muito maior, consistindo de dois departamentos: o militar Luftschutzamt (LA), sob controle de Erhard Milch e o civil Allgemeines Luftamt (LB).
Em Setembro de 1933, uma reorganização ocorreu para reduzir duplicação de esforços entre departamentos, basicamente separando fisicamente as equipes, criando vários departamentos totalmente independentes.
Com o rápido crescimento da Luftwaffe seguindo-se ao início da Segunda Guerra Mundial em 1939, o Ministério cresceu tanto, que Göring não conseguia mais deter o controle de tudo. Esse período foi marcado pela incapacidade de entregar novos projetos de aviões que eram extremamente necessários.
Em 1943, Albert Speer assumiu o Ministério e as coisas melhoraram imediatamente. A produção atingiu seus maiores níveis em 1943-44, estatísticas da época, demonstraram que o motivo real do aumento da produção foram as medidas e investimentos feitos por Erhard Milch e sua equipe em 1941 e 1942.
Com o aproximar do final da guerra, a escassez de material e a falta de pilotos experientes fizeram com que a força inicial demonstrada no início do conflito se fosse apagando.

## O edifício
À época da sua construção, era o maior edifício de escritórios de toda a Europa. Foi construído entre Fevereiro de 1935 e Agosto de 1936. Foi um dos poucos edifícios em Berlim que sobreviveram aos massivos bombardeamentos aliados que deixaram completamente a cidade em ruínas.
Após o final da Segunda Guerra Mundial o edifício ficou em território da República Democrática Alemã (RDA) e aqui passou a desempenhar o papel de Casa dos Ministérios (Haus der Ministerion). Em 1992 o edifício foi renomeado Detlev-Rohwedder-Haus, em honra a Detlev Karsten Rohwedder.
Contudo, na generalidade este edifício sempre foi conhecido e referenciado como o "Edifício do Ministério do Ar". Desde 1999 que é a sede do Ministério das Finanças Alemão (Bundesministerium der Finanzen).